# San Luis de Palenque
San Luis de Palenque è un comune della Colombia facente parte del Casanare. È localizzato a 446 km da Bogotà, 95 da Yopal, capitale del dipartimento.
Il comune venne istituito il 29 luglio 1954.